# Marino Carboni
Marino Carboni (Castel d'Aiano, 22 settembre 1933 – Roma, 29 settembre 1979) è stato un politico e sindacalista italiano, sindacalista cattolico, settimo presidente della ACLI.

## Biografia
Fu eletto presidente nazionale delle Acli dal 5 novembre 1972 al 30 maggio 1976. La sua presidenza fu caratterizzata dalla cosiddetta “ritirata nell'ortodossia cattolica” dopo le condanne ricevute dal cardinale Antonio Poma presidente della Conferenza Episcopale Italiana e la censura del Papa Paolo VI  mediando tra le varie anime presenti nell'associazione.
Eletto al Senato della Repubblica con la Democrazia Cristiana nel 1976, ha confermato il proprio seggio anche dopo le elezioni della primavera 1979, restando in carica fino alla morte, avvenuta nel settembre successivo, a 46 anni.
Alla sua memoria fu intitolato il Centro permanente di Formazione Acli di Lariano (Roma).